# Rosellinia buxi
Rosellinia buxi är en svampart som beskrevs av Fabre 1879. Rosellinia buxi ingår i släktet Rosellinia och familjen kolkärnsvampar.   Inga underarter finns listade i Catalogue of Life.